# 列支敦士登历史
列支敦士登的最早形成来源于814年成立的列支敦士登公国。自1434年，与周边国家的边界就没有更改过。

## 上古时期
很久以前，列支敦士登的领土曾经是罗马帝国瑞提亚（Raetia）行省的一部分。多个世纪以来，由于这块领土地理上并不处于欧洲的战略要地，因此在欧洲历史上少有影响力。在现今这个王朝统治以前，这个地区曾是连续几位霍恩埃姆斯伯爵的封地。列支敦士登人为阿勒曼尼人的後裔，是在約公元500年以后才到目前的地區定居。

## 中世纪
列支敦士登公国的名字来源于列支敦士登王朝，而后者来自遥远的下奥地利地区的列支敦士登城堡。列支敦士登家族至少从1140年开始即拥有此城堡直到13世纪为止，之后从1807年起又重新拥有该城堡。历经多个世纪，列支敦士登王朝夺得了大片土地，主要在摩拉维亚、下奥地利、西里西亚和施蒂利亚公国（Duchy of Styria）等地。虽然这些领土都是由其他地位更高贵的封建贵族通过采邑制分封的，而其中最主要的就是来自于哈布斯堡王朝，曾经有多位列支敦士登王子作为王室的亲密顾问服务于哈布斯堡王朝。但是由于没有任何一块领地是直接属于其名下，因此列支敦士登王朝也就没有资格在神圣罗马帝国的议会中拥有一席之地。
因為列支敦士登家族极为热衷于在帝国政府中的权势地位，于是就想寻找一块直属的土地，即除了神圣罗马帝国的皇帝之外其他封建主在这块土地上都没有任何权利。经过一段时间之后，家族终于得以从霍恩埃姆斯伯爵手中购买了兩塊采邑－施倫堡領地的贵族统治权（Schnellerberg，1699年）與瓦都茨郡的伯爵爵位（Vaduz，1712年）。面积很小的施倫堡領地与瓦杜兹恰好满足其政治地位的需要--除了他们自己的伯爵主权及宗主皇帝之外不属于其他封建贵族。

## 19世纪
1806年，列支敦士登在几乎并入巴伐利亚之后， 成为一个主权国家。神圣罗马帝国的解体后，它加入了拿破仑的莱茵邦联。
拿破仑时期的法国在几个年份中占领了该地，但是列支敦士登于1815年恢复了独立。
1818年，約翰一世·約瑟夫颁布了宪法。尽管此宪法在本质上具有局限性。

## 20世纪
列支敦士登在两次世界大战中保持中立。
列支敦士登曾在第一次世界大戰中派軍協助奧匈帝國。(當時列支敦士登向瑞士及奧匈帝國納貢可視為類似保護國的概念)